# 姓钟围
姓钟围是位于中国广东省广州市从化区江埔街道的一个自然村。属禾仓村管辖。清嘉庆年间建村。因全村村民都姓钟得名姓钟围。2015年时，户籍人口480人，非户籍外来人口500人。